# Iniotef
Nebukheperra Iniotef, a volte riportato come Antef V (fl. XVI secolo a.C.), è stato un faraone della XVII dinastia egizia.

## Biografia
Primo di tre sovrani, inseriti nella XVII dinastia, tutti con lo stesso nomen. È da rilevare come in molte iscrizioni su monumenti i tre nomi differiscano per varianti grafiche mentre nel Papiro Abbott, che riporta la ricognizione alle tombe reali, siano riportati con la stessa grafia.
Iniotef non compare nel Canone Reale che presenta una grossa lacuna nella colonna 11 dopo la nona riga, lacuna che potrebbe aver contenuto almeno cinque nomi. Il nome di questo sovrano non compare nemmeno nelle altre liste reali note.
Per quanto riguarda la durata del regno possiediamo solamente una data, proveniente da un decreto reale rinvenuto a Copto datato al 3º anno di regno.
Secondo alcuni autori questo sovrano sarebbe da porre prima di Rahotep, che ne sarebbe il figlio, nella posizione di fondatore della XVII dinastia.

## Titolatura
| G5 |

| G5 |

| nfr | L1 | Z3 |

| nfr | L1 | Z3 |

| nfr | L1 | Z3 |

| nfr | L1 | Z3 |

| nfr | L1 | Z3 |

| nfr | L1 | Z3 |

| nfr | L1 | Z3 |

| nfr | L1 | Z3 |

| G16 |

| G16 |

| O4 · r | D2 · Z1 | W11 · t · Z1 | f |

| O4 · r | D2 · Z1 | W11 · t · Z1 | f |

| G8 |

| G8 |

| \| \| | R8A |
|       |     |

|  |

| \| \| | R8A |
|       |     |

|  |

| M23 · X1 | L2 · X1 |

| M23 · X1 | L2 · X1 |

| N5 | S12 | L1 |

| N5 | S12 | L1 |

| N5 | S12 | L1 |

| N5 | S12 | L1 |

| N5 | S12 | L1 |

| N5 | S12 | L1 |

| N5 | S12 | L1 |

| N5 | S12 | L1 |

| G39 | N5 |

| G39 | N5 |

| W25 | i | n&t&f |

| W25 | i | n&t&f |

| W25 | i | n&t&f |

| W25 | i | n&t&f |

| W25 | i | n&t&f |

| W25 | i | n&t&f |

| W25 | i | n&t&f |

| W25 | i | n&t&f |

## Datazioni alternative
| Autore | Anni di regno         |
| ------ | --------------------- |
| Franke | 1625 a.C. - 1622 a.C. |
| Ryholt | 1571 a.C. - 1566 a.C. |